# Coppa del mondo di marcia 1970
La Coppa del mondo di marcia 1970 (1970 IAAF World Race Walking Cup) si è svolta a Eschborn, in Germania Ovest, il 15 ottobre.

## Medagliati

### Uomini
| Specialità     | Oro                | Prestazione | Argento             | Prestazione | Bronzo            | Prestazione |
| 20 km          | Hans-Georg Reimann | 1h26'55"    | Vladimir Golubničij | 1h27'22"    | Peter Frenkel     | 1h27'33"    |
| 50 km          | Christoph Höhne    | 4h04'36"    | Veniamin Soldatenko | 4h09'52"    | Burkhard Leuschke | 4h11'10"    |
| Gara a squadre | Germania Est       | 134 pt.     | Unione Sovietica    | 125 pt.     | Germania Ovest    | 88 pt.      |